# ترمینال شهید کاویانی کرمانشاه
ترمینال شهید کاویانی کرمانشاه، بزرگترین پایانۀ مسافربری شهرستان کرمانشاه است که در بلوار شهید کشوری شهر کرمانشاه واقع شده‌است. 

## ویژگی‌ها
ترمینال شهید کاویانی کرمانشاه مجهز به ۱۳۳ دستگاه اتوبوس است که روزانه حدود ۳۷۰۰ مسافر را به سایر استان‌های ایران انتقال می‌دهد. این ترمینال همچنین به علت واقع شدن کرمانشاه در مسیر بزرگراه کربلا، میزبان زائران عازم به اماکن مقدس شیعیان در کشور عراق نیز می‌باشد. ۱۳ تعاونی مسافربری در ترمینال شهید کاویانی کرمانشاه مستقر هستند. این ترمینال علاوه بر جابجایی مسافران با اتوبوس به سراسر کشور، با مینی‌بوس نیز مسافرانی را به شهرستانهای تابعه استان و نیز استان‌های همجوار انتقال می‌دهد. علاوه بر این، در ترمینال شهید کاویانی کرمانشاه محلی نیز برای مسافرانی که مایل به سفر با خودروهای سواری هستند در نظر گرفته شده‌است. 
تاریخ ساخت و سال بهره‌برداری از ترمینال کاویانی به درستی مشخص نیست و در منابع مختلف ۱۳۷۲، ۱۳۷۴، ۱۳۷۶، ۱۳۷۷ و ۱۳۷۸ ذکر شده است.

## نامگذاری
این ترمینال مسافربری در یادبود «حمید کاویانی» خلبان نیروی هوایی ارتش جمهوری اسلامی ایران نامگذاری شده است. وی در تاریخ ۱۵ بهمن ۱۳۶۶ در حال بازگشت از عملیاتی در سقز به پایگاه هوانیروز کرمانشاه، در غرب دیواندره در ۷۵ کیلومتری سنندج با کولاک و طوفان برف مواجه شد و به دلیل سقوط بالگرد بر اثر اصابت به کوه جان باخت.

## جابه‌جایی و ساخت مجتمع تجاری
در ۱۳ دی ۱۳۸۹ معاون شهردار کرمانشاه از تصمیم شهرداری برای انتقال ترمینال کاویانی به مکانی خارج از محددۀ شهر کرمانشاه و ساخت مجتمع تجاری سیتی‌سنتر در مکان این ترمینال خبر داد. در ۷ خرداد ۱۴۰۴ شهردار کرمانشاه از شروع مطالعات طرح جابجایی ترمینال شهید کاویانی به خارج از محدودۀ شهر و تغییر کاربری زمین آن به زون تجاری و اداری خبر داد.